# Georges Claeys
Georges Antoine Claeys (Oostkamp, 30 juni 1906 – Oostkamp, 7 oktober 1987) was burgemeester van de Belgische gemeente Oostkamp en notaris.

## Levensloop
Georges Claeys was de vijfde opvolger van notaris Henri-Joseph Claeys (1806-1897), die in 1846 notaris Charles Beaucourt opvolgde. Hij was belangrijk in het opwekken bij de bevolking van de belangstelling voor de plaatselijke geschiedenis en heemkunde.

## Burgemeester
Claeys werd de tweede naoorlogse burgemeester van Oostkamp na Pierre van der Plancke. Hij bekleedde het ambt gedurende tien jaar, om te worden opgevolgd door Jozef D'Hoore. Zijn voorvader, notaris Henri Claeys, was van 1875 tot 1891 schepen van Oostkamp.

## Publicaties
- De gemeente Oostkamp, met een studie over de Sint-Pietersbandenkerk door A. Janssens de Bisthoven, Brugge, Desclée-de Brouwer, 1953 (herdruk, Handzame, 1980)
- Geschiedenis van de Koninklijke Fanfare "De Eendracht" te Oostkamp
- De gemeente Oostkamp. Tweede boek. Enkele bladzijden uit haar geschiedenis. Haar wegen. Haar bevolking. Haar leiders. Haar archief, Handzame, 1981
- Oostkamp onder de oorlog 1914-1918, in: Heemkundige bijdragen voor Brugge en Ommeland, 1982 tot 1987.
- Kroniek van Oostkamp, Brugge, Van de Wiele, 1985
- Oostkamp in oude prentkaarten, Zaltbommel, 2000